# Huntsham
Huntsham är en ort och civil parish i Storbritannien.   Den ligger i grevskapet Devon och riksdelen England, i den södra delen av landet, 240 km väster om huvudstaden London. Huntsham ligger 181 meter över havet och antalet invånare är 138.
Terrängen runt Huntsham är platt österut, men västerut är den kuperad. Terrängen runt Huntsham sluttar söderut. Runt Huntsham är det ganska tätbefolkat, med 80 invånare per kvadratkilometer. Närmaste större samhälle är Tiverton, 9,2 km sydväst om Huntsham. Trakten runt Huntsham består i huvudsak av gräsmarker.